# Al servei del nostre poble
Al servei del nostre poble és un document de la Conferència Episcopal Tarraconense escrit el 2010 i publicat el 21 de gener del 2011, per a reafirmar el "compromís" dels bisbes catalans amb Catalunya, quan es compliren 25 anys del text Arrels cristianes de Catalunya. El document és conegut per a referir-se al document anterior, i perquè els bisbes catalans demanaren explícitament perdó per "les mancances i els errors" comesos "en un passat més o menys llunyà", en referència a la dictadura franquista.

## Context
El 2010 es complien 25 anys del document "Arrels cristianes de Catalunya", però aquest no va ser l'únic element que va portar a la publicació d'una nova carta. Mesos abans de l'aparició del document, el 28 de juny de 2010, el Tribunal Constitucional va presentar la sentència a l'Estatut d'Autonomia de Catalunya de 2006, davant el recurs d'inconstitucionalitat presentat per diputats del Partit Popular. La sentència, del 9 de juliol, va deixar clara la "ineficàcia jurídica" del Preàmbul (en referència al terme nació per referir-se a Catalunya) tot i que mantenia la definició de Catalunya com a nació, va declarar 14 articles inconstitucionals (1 totalment i 13 parcialment), i en va reinterpretar 27 més.
La reacció a la sentència va ser la manifestació "Som una nació. Nosaltres decidim", celebrada a Barcelona el 10 de juliol del 2010 i considerada la més multitudinària de la història de Catalunya fins aquella data, que va aplegar entre 1,1 milions de persones segons la Guàrdia Urbana i 1,5 segons Òmnium Cultural i va ser un clam per la independència i el dret del poble de Catalunya a decidir el seu futur.
Quatre mesos després les eleccions del 28 de novembre del 2010, van canviar el panorama polític català, castigant el PSC i ERC i fent inviable una nova reedició del Tripartit. Seria l'inici de la presidència d'Artur Mas i Gavarró de CiU al Govern de la Generalitat, en substitució de José Montilla i Aguilera del PSC.

## Contingut
Els bisbes catalans recorden el document del 1985 Arrels cristianes de Catalunya i reafirmen els seus tres temes fonamentals, que són el reconeixement de la identitat de Catalunya, la constatació de la fe cristiana durant la història de Catalunya i insisteixen en el compromís de l'Església per a servir la societat catalana.
En el primer capítol, "Valoració de la nostra identitat col·lectiva", els bisbes mostren la seva adhesió al contingut de la carta del 1985, manifesten el seu amor pel país i reconeixen la personalitat i els trets nacionals propis de Catalunya.
En el segon capítol, “La contribució del cristianisme i de l'Església”, afirmen que la fe cristiana no no serà mai un pur sentiment, una ideologia o un mite, sinó una força transformadora de la persona humana, de la cultura i de la societat.
En el tercer capítol, “El testimoni d'Antoni Gaudí i “La Sagrada Família”, recorden la visita de Benet XVI a Barcelona per a dedicar el Temple Expiatori de la Sagrada Família, assegurant que ha permès redescobrir el temple i el seu autor, Antoni Gaudí i Cornet, "un artista genial i un cristià exemplar". Els bisbes aprofiten per agrair la visita del papa Benet XVI.
Al quart capítol, “La fe cristiana i alguns reptes actuals”, reflexionen sobre alguns aspectes que integren la societat catalana dels inicis de segle xxi, com la consolidació de la democràcia, la laïcitat positiva, la diversitat de valors, d'estils de vida i de creences, la globalització, les migracions, la crisi econòmica, la família, l'educació i l'ecologia.
En el cinquè capítol, “Crida a viure i practicar l'Evangeli de l'esperança”, demanen als cristians que estiguin esperançats en aquests moments de crisi econòmica, moral i política per anunciar l'esperança en tots els àmbits d'aquest món. Fan una crida especial als laics i laiques cristians per a participar en la vida pública amb esperit crisità.
El document acaba fent una crida a revifar les arrels cristianes de Catalunya i impulsar noves iniciatives evangelitzadores, amb esperit de servei, per al bé del país, de la seva cultura, i sobretot de totes les persones que hi viuen.

## Petició de perdó
És a les conclusions del document, concretament al paràgraf 22, on els bisbes demanen explícitament perdó per la connivència amb el règim franquista d'alguns dels seus representants. "Som conscients de les mancances i els errors que, com a membres de l'Església, hàgim pogut cometre en un passat més o menys llunyà, i humilment en demanem perdó; però alhora som també conscients del paper insubstituïble que ha tingut l'Església i el cristianisme en la història mil·lenària de Catalunya, i estem convençuts que els cristians, guiats per la llum sempre actual de la Bona Nova del Senyor Ressuscitat, podem continuar contribuint-hi decisivament en el present i en el futur."
A partir d'aquest moment els bisbes catalans en diverses ocasions van utilitzar aquest document per afirmar que ja havien demanat perdó, quan se'ls fes la petició. Fou el cas de l'arquebisbe de Tarragona o l'abat de Montserrat el 2013, per exemple, en el marc de les reaccions a la beatificació de Tarragona.